# На трен и заувијек
На трен и заувијек је трећи студијски албум хрватског поп-рок певача Луке Нижетића издат 2008. године за Менарт. На албуму се налази песма Тко ће ми ноћас, дует са Радојком Шверко. Снимљени су музички спотови за песме На трен и заувијек, Ди си ти маре и Ако узмеш љубав врати.

## Списак песама
| №   | Назив                          | Трајање |  |
| 1.  | На трен и заувијек             | 4:10    |  |
| 2.  | Ако узмеш љубав врати          | 3:46    |  |
| 3.  | Не рачунај на нас              | 4:36    |  |
| 4.  | Сјеме                          | 4:16    |  |
| 5.  | Ди си ти маре                  | 4:10    |  |
| 6.  | Пјешчани сат                   | 4:44    |  |
| 7.  | Јасно ми је сад                | 3:28    |  |
| 8.  | Сниг у Сплиту                  | 3:36    |  |
| 9.  | Тако си лијепа                 | 4:36    |  |
| 10. | Тко ће ми ноћас                | 4:36    |  |
| 11. | За лоше вијести немамо времена | 3:06    |  |
| 12. | Заплеши са мном                | 3:12    |  |